# Hyleoglomeris electa
Hyleoglomeris electa är en mångfotingart som först beskrevs av Filippo Silvestri 1917.  Hyleoglomeris electa ingår i släktet Hyleoglomeris och familjen klotdubbelfotingar. Inga underarter finns listade i Catalogue of Life.